# Amorphophallus laoticus
Amorphophallus laoticus är en kallaväxtart som beskrevs av Wilbert Leonard Anna Hetterscheid. Amorphophallus laoticus ingår i släktet Amorphophallus och familjen kallaväxter. Inga underarter finns listade.